# Episodi di The Boondocks (terza stagione)
La terza stagione della serie animata The Boondocks, composta da 15 episodi, è stata trasmessa negli Stati Uniti, da Adult Swim, dal 2 maggio al 15 agosto 2010.
In Italia la stagione è inedita.
| n° | Titolo originale                     | Prima TV USA   |
| -- | ------------------------------------ | -------------- |
| 1  | It's a Black President, Huey Freeman | 2 maggio 2010  |
| 2  | Bitches to Rags                      | 9 maggio 2010  |
| 3  | The Red Ball                         | 16 maggio 2010 |
| 4  | The Story of Jimmy Rebel             | 23 maggio 2010 |
| 5  | Stinkmeaner 3: The Hateocracy        | 30 maggio 2010 |
| 6  | Smokin' with Cigarettes              | 6 giugno 2010  |
| 7  | The Fundraiser                       | 13 giugno 2010 |
| 8  | Pause                                | 20 giugno 2010 |
| 9  | A Date With the Booty Warrior        | 27 giugno 2010 |
| 10 | The Story of Lando Freeman           | 4 luglio 2010  |
| 11 | Lovely Ebony Brown                   | 11 luglio 2010 |
| 12 | Mr. Medicinal                        | 18 luglio 2010 |
| 13 | The Fried Chicken Flu                | 1º agosto 2010 |
| 14 | The Color Ruckus                     | 8 agosto 2010  |
| 15 | It's Goin' Down                      | 15 agosto 2010 |

## It's a Black President, Huey Freeman
- Titolo originale: It's a Black President, Huey Freeman
- Diretto da: Seung Eun Kim
- Scritto da: Aaron McGruder

### Trama
Un regista tedesco di documentari segue la famiglia Freeman e gli altri residenti di Woodcrest nelle elezioni presidenziali degli Stati Uniti del 2008 fino all'inaugurazione del primo presidente nero americano, Barack Obama. Huey resta indifferente, Robert e Riley sostengono Obama, Tom è preoccupato per la reazione sessuale di Sarah nei confronti di Obama, Thugnificent si unisce con le altre celebrità dopo aver realizzato di essere ignaro della campagna politica e lo zio Ruckus contribuisce con le critiche razziste.
- Guest star: Werner Herzog (se stesso), Bill Maher (se stesso).

## Bitches to Rags
- Titolo originale: Bitches to Rags
- Diretto da: Young Chan Kim
- Scritto da: Aaron McGruder

### Trama
Il nuovo album di Thugnificent si reivela essere un flop, iniziando una grande polemica da parte dei rapper che lo porta a farsi licenziare dalla sua etichetta discografica, comportando problemi legali con l'IRS. Thugnificent cerca quindi di trovare un nuovo lavoro.
- Guest star: Charlie Murphy (Ed Wuncler III), DJ Vlad (se stesso).

## The Red Ball
- Titolo originale: The Red Ball
- Diretto da: Young Chan Kim
- Scritto da: Aaron McGruder

### Trama
Quando dei cinesi tornano in città per riscuotere dei vecchi debiti, Ed Wuncler è costretto a scommettere tutte le fortune economiche di Woodcrest in una partita di kickball con la sua città gemella Wushung, in Cina. Huey, ex professionista di kickball, esce dal suo esilio autoimposto per giocare a kickball con alcuni dei residenti.
- Guest star: Edward Asner (Ed Wuncler), Sab Shimono (Mr. Long Dou), Tiffany Espensen (Ming Dou), Dante Basco (Jigme).
- Note: Nel corso dell'episodio si fanno vari riferimenti al lungometraggio Shaolin Soccer e all'episodio In quella palla metterci l'anima di Samurai Champloo.

## The Story of Jimmy Rebel
- Titolo originale: The Story of Jimmy Rebel
- Diretto da: Sung Hoon Kim
- Scritto da: Aaron McGruder

### Trama
Dopo avergli mandato una registrazione musicale a tema razzista, lo Zio Ruckus viene visitato dal suo cantante preferito Jimmy Rebel.
- Guest star: Greg Travis (Jimmy Rebel).
- Note: Jimmy Rebel è una parodia del reale cantante Johnny Rebel, noto per le controversie incentrate sui testi razzisti dei suoi brani.

## Stinkmeaner 3: The Hateocracy
- Titolo originale: Stinkmeaner 3: The Hateocracy
- Diretto da: Sung Dae Kim
- Scritto da: Aaron McGruder

### Trama
I The Hateocracy, la vecchia crew del Colonnello H. Stinkmeaner, arrivano in città per esigere il rimborso della famiglia Freeman che, sconfitta dal gruppo, assume Bushido Brown per proteggerli. Purtroppo scoprono quanto sia arrogante.
- Guest star: Michael Jai White (Bushido Brown, poliziotto), Aries Spears (Lord Rufus Crabmiser), Charlie Murphy (Ed Wuncler III).
- Note: L'episodio fa riferimento a 28 giorni dopo, Master of the Flying Guillotine, Naruto e Sanford and Son.

## Smokin' with Cigarettes
- Titolo originale: Smokin' with Cigarettes
- Diretto da: Sung Hoon Kim
- Scritto da: Aaron McGruder

### Trama
Riley fa amicizia con il giovane criminale Lamilton Taeshawn, il quale causa diversi problemi.
- Guest star: Bobb'e J. Thompson (Lamilton Taeshawn).
- Note: L'episodio, basato sulle notizie di un bambino che ha preso l'auto di sua nonna per andare a fare un giro, ordinando successivamente del pollo contro i suoi desideri, fa riferimento a Juice e Halloween - La notte delle streghe.

## The Fundraiser
- Titolo originale: The Fundraiser
- Diretto da: Sung Dae Kim
- Scritto da: Aaron McGruder

### Trama
Riley organizza una raccolta fondi con Jazmine Dubois, Cindy McPhearson e altri ragazzi di Woodcrest, tuttavia diventano troppo competitivi e i soldi non vanno a finire ai bisognosi.
- Guest star: Charlie Murphy (Ed Wuncler III).
- Note: L'episodio fa riferimento a Scarface.

## Pause
- Titolo originale: Pause
- Diretto da: Sung Hoon Kim
- Scritto da: Aaron McGruder e Rodney Barnes

### Trama
La superstar Winston Jerome affida al Nonno il ruolo da protagonista per una sua opera, tuttavia il gruppo teatrale si rivela essere un culto evangelico omoerotico e Huey e Riley cercano di sabotare lo spettacolo.
- Guest star: Kadeem Hardison (se stesso, attore pelato).
- Note: L'episodio fa riferimento a The Rocky Horror Picture Show e alle esibizioni di Tyler Perry, il quale viene parodiato nel personaggio di Winston Jerome.

## A Date with the Booty Warrior
- Titolo originale: A Date with the Booty Warrior
- Diretto da: Sung Chan Kim
- Scritto da: Aaron McGruder

### Trama
Dopo aver sconfitto la paura dello stupro in prigione, Tom si offre volontario per guidare Huey, Riley e alcuni compagni di classe in un viaggio in prigione come parte di un programma "Spaventati a morte", tuttavia, quando scoppia una rivolta, Tom viene inseguito da uno stupratore imprigionato mentre cerca di far uscire i bambini sani e salvi. Durante la rivolta, Huey e Riley aiutano i prigionieri neri a organizzare un comitato antisommossa che fa richieste oltraggiose.
- Guest star: John Landis (capogruppo di consulenza), Clifton Powell (1° prigioniero).
- Note: The Booty Warrior è basato su Fleece Johnson, un detenuto profilato nel programma Lockup di MSNBC.

## The Story of Lando Freeman
- Titolo originale: The Story of Lando Freeman
- Diretto da: Sung Dae Kim
- Scritto da: Aaron McGruder

### Trama
A Woodcrest, un nuovo tuttofare afferma di essere il figlio perduto da tempo del nonno, Lando Freeman. Il nonno cerca quindi di avere un test di paternità durante un talk show.
- Guest star: Samuel L. Jackson (Gin Rummy), Billy Dee Williams (se stesso), John DiMaggio (Steve Wilkos).
- Note: Il talk show è una parodia del The Steve Wilkos Show.

## Lovely Ebony Brown
- Titolo originale: Lovely Ebony Brown
- Diretto da: Sung Chan Kim
- Scritto da: Aaron McGruder e Rodney Barnes

### Trama
Il nonno incontra una giovane donna di colore di nome Ebony che soddisfa tutti i suoi standard elevati e i due si danno un appuntamento.
- Guest star: Gina Torres (Ebony Brown).

## Mr. Medicinal
- Titolo originale: Mr. Medicinal
- Diretto da: Sung Hoon Kim
- Scritto da: Aaron McGruder

### Trama
Dopo un controllo, un medico avverte il nonno che potrebbe morire da un giorno all'altro se non abbassa i suoi livelli di stress. Non volendo diventare dipendente dalle pillole, accetta il suggerimento di Thugnificent e si rivolge alla marijuana, comportando un'estrema dipendenza e problemi legali.
- Guest star: Mark Hamill (Grant).

## The Fried Chicken Flu
- Titolo originale: The Fried Chicken Flu
- Diretto da: Sung Dae Kim
- Scritto da: Aaron McGruder

### Trama
Durante una campagna promozionale di pollo fritto una misteriosa epidemia di virus porta al caos nazionale, mettendo alla prova il piano di sopravvivenza post-apocalitico di Huey.
- Guest star: Marion Ross (Sig.ra Von Hausen).
- Note: L'episodio fa riferimento al panico dell'influenza suina, avvenuta all'interno di un KFC negli Stati Uniti, e al film Mad Max 2.

## The Color Ruckus
- Titolo originale: The Color Ruckus
- Diretto da: Young Chan Kim
- Scritto da: Aaron McGruder

### Trama
La famiglia dello Zio Ruckus arriva in città dopo che sua nonna viene a mancare, tuttavia deve sistemare alcuni vecchi affari con suo padre.
- Guest star: Luenell Campbell (Nellie Ruckus), Don Curry (Mister Ruckus), Star Jones (Bunny Ruckus).
- Note: L'episodio fa riferimento a Il colore viola e Il curioso caso di Benjamin Button.

## It's Goin' Down
- Titolo originale: It's Goin' Down
- Diretto da: Young Chan Kim
- Scritto da: Aaron McGruder

### Trama
Huey è il principale sospettato di un attacco terroristico vicino a Woodcrest, quindi si mette in fuga mentre viene inseguito da un agente segreto di alto rango.
- Guest star: Charlie Murphy (Ed Wuncler III), Samuel L. Jackson (Gin Rummy), Edward Asner (Ed Wuncler), John C. McGinley (Ombra Bianca), Louis Lombardi (Dan Stuckey).
- Note: L'episodio fa riferimento a 24.